# Tomohiko Miyazaki
Tomohiko Miyazaki (宮崎 智彦 Miyazaki Tomohiko?), född 21 november 1986 i Tokyo prefektur, är en japansk fotbollsspelare.
Miyazaki började sin karriär 2009 i Kashima Antlers. Med Kashima Antlers vann han japanska ligan 2009 och japanska cupen 2010. 2011 flyttade han till Yokohama FC. 2012 flyttade han till Júbilo Iwata.